# Rhizomnium magnifolium
Das Großblättrige Wurzelsternmoos (Rhizomnium magnifolium) wird etwa 2 bis 6 cm groß und bildet bis 1 cm lange und 6 mm breite Blätter aus. Seine Stängel sind meist mit einem dichten Rhizoidenfilz belegt, der aus Mikro- (kleine, seitliche, zwischen Blatt und Stängel entspringende Rhizoide) und Makronemata (größere, blattachselständige Rhizoide) besteht. Die verkehrteiförmig bis elliptisch geformten Blätter weisen ein kurzes, stumpfes Spitzchen auf. Die Blattrippe endet kurz vor der Spitze. Der Blattsaum besteht aus 1 bis 5 Reihen verlängerter, meist bräunlich gefärbter Zellen. Rhizomnium magnifolium ist eine circumboreal verbreitete Art, die in den Gebirgen Europas, Ostasiens, Nordamerikas und Grönland vorkommt. Es besiedelt quellige, nährstoff- und basenarme Standorte der montanen und alpinen Höhenstufe und ist in Waldsümpfen und in Quellfluren zu finden.